# NGC 4919
NGC 4919 је лентикуларна галаксија у сазвежђу Береникина коса која се налази на NGC листи објеката дубоког неба.
Деклинација објекта је + 27° 48' 31" а ректасцензија 13h 1m 17,6s. Привидна величина (магнитуда) објекта NGC 4919 износи 14,0 а фотографска магнитуда 15,0. NGC 4919 је још познат и под ознакама UGC 8133, MCG 5-31-97, CGCG 160-94, DRCG 27-79, PGC 44885.